# 吉野川 (山形県)
吉野川（よしのがわ）は、最上川水系の支流で、山形県の主に南陽市を流れる一級河川である。

## 地理
山形県南陽市小滝の水林地区に源を発し北に流れ、国道348号付近で転じて南へ向きを変える。山形県道5号山形南陽線に沿って15kmほど山間部を南下した後、南陽市の中心市街である宮内地区、赤湯地区を通過する。赤湯地区南部で南西方向に向きを変え、東置賜郡高畠町との境界付近で最上川に合流する。
源流域の水林地区は、江戸時代に米沢藩が山守、水守7世帯を住まわせた集落で現在は無人である。上流には、かつて吉野石膏株式会社のゆかりの地である吉野鉱山があった。

## 歴史
- 1956年8月4日～5日：堤防の決壊580m等の豪雨被害。
- 1974年：吉野鉱山閉山。
- 2013年7月18日：平成25年7月豪雨により市内赤湯などで氾濫。
- 2014年7月9日：2年連続豪雨被害。市内赤湯・宮内などで氾濫。フラワー長井線の宮内～おりはた間で濁流により法面が削られレールが宙吊りになったため運休、白山在家橋が崩壊など、豪雨での被害総額20億円超と大きな影響を与えた。

## 自然景勝地

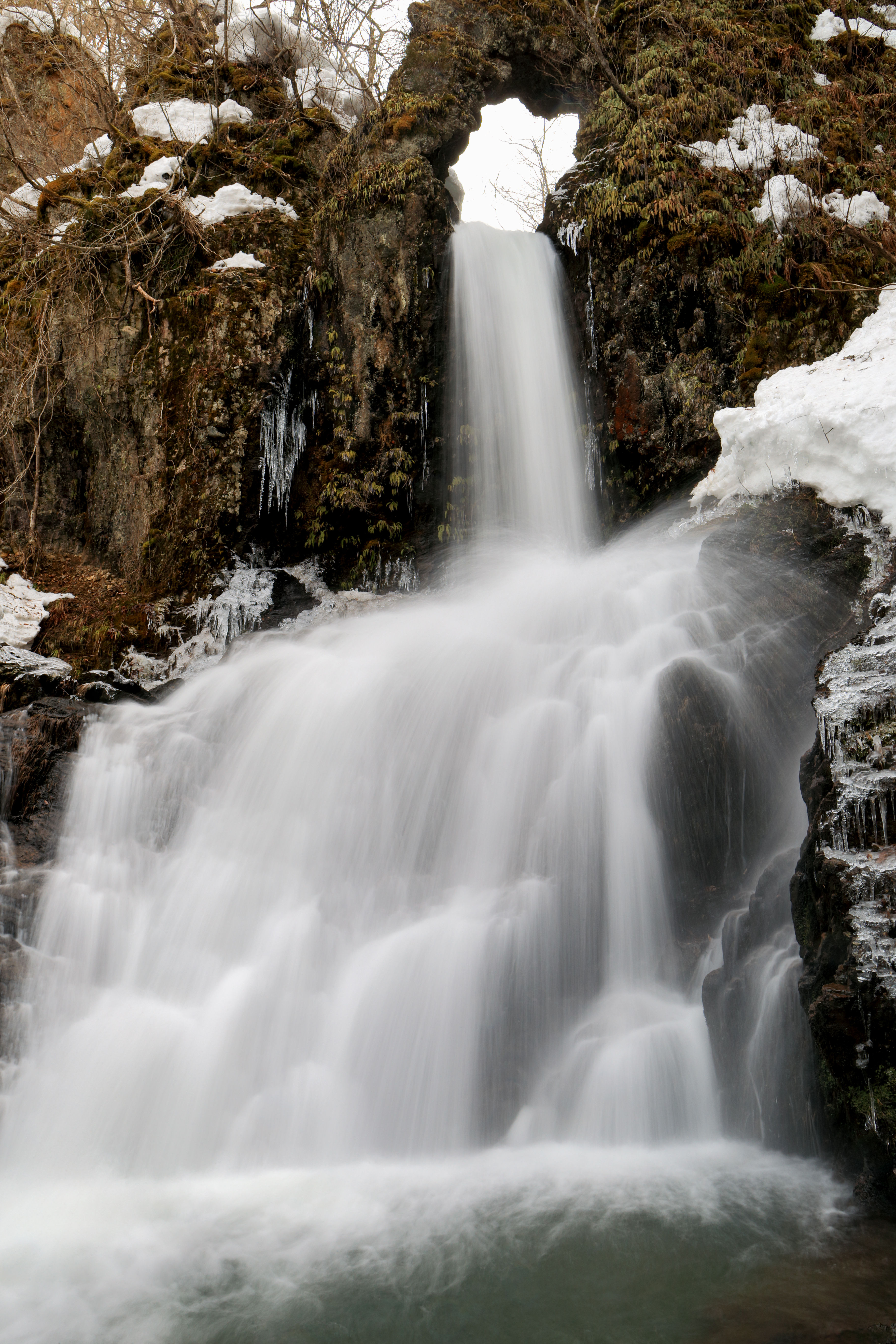
くぐり滝

- くぐり滝（山形県南陽市小滝、水林地区） - 吉野川の源流にあたり、巨岩をくりぬき流れ出る。岩の中から滝が流れ落ちる様からくぐり滝と呼ばれるようになった。滝の近くには熊野神社、明神の祠がある[1]。

## 支流
- 屋代川（山形県東置賜郡高畠町）

## 橋梁
- 潜滝橋
- 小滝橋
- 不動滝橋
- 招福橋
- 観楽橋
- 坊ケ里橋
- 新屋敷橋
- 居残沢橋
- 酒町橋
- 荻橋
- こうみん橋
- 向上橋
- 雨留井戸橋
- 天王橋
- 在家橋
- 寺橋
- 尾嶋橋
- 金山橋
- 向山橋
- 新生橋
- 吉野橋
- 花見橋
- 湯河原橋
- 花台橋
- 羽黒橋（国道13号）
- 吉野川橋（国道113号）
- 大橋（国道13号）
- 簗場橋

## 並行する交通

### 道路
- 国道348号線
- 山形県道5号山形南陽線

## 流域の観光地
- 熊野大社（山形県南陽市宮内）
- 赤湯温泉（山形県南陽市赤湯）
- 結城豊太郎記念館（山形県南陽市赤湯）
- 稲荷森古墳（山形県南陽市長岡）